# Gruppo Indipendente Liberale
Il Gruppo Indipendente Liberale (in spagnolo Grupo Independiente Liberal, GIL) è stato un partito politico spagnolo di estrema destra, a carattere populista, fondato nel 1991 dall'imprenditore Jesús Gil.
Il 26 maggio 1991 ottenne la maggioranza assoluta alle elezioni comunali di Marbella (19 seggi su 25), eleggendo quindi come sindaco Jesús Gil; ha poi ottenuto la maggioranza altre due volte (nel 1995 e nel 1999), governando fino al 2003 con Julián Muñoz come sindaco. Dal 1998 al 2001 il GIL ha inoltre governato anche la città di Ceuta.
Si è presentato per due volte alle elezioni legislative (quelle del 1993 e quelle del 2000), ottenendo rispettivamente lo 0,07% (16 452 voti) e lo 0,31% (72 162 voti).

## Risultati elettorali
| Elezione          | Voti   | Seggi   |
| ----------------- | ------ | ------- |
| Parlamentari 1993 | 16 452 | 0 / 350 |
| Parlamentari 1996 |        | 0 / 350 |
| Parlamentari 2000 | 72 162 | 0 / 350 |
| Parlamentari 2004 |        | 0 / 350 |